# Industriegebiet Bozen

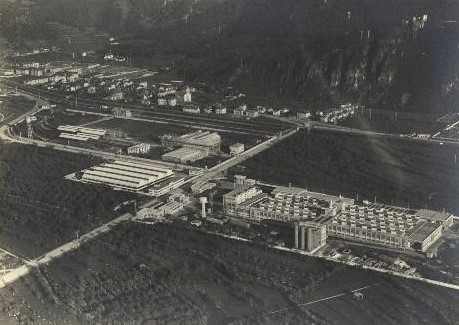
Das Industriegebiet Bozen im Jahr 1936 (Flugansicht). Nördlich der Straßenachse die Lanciawerke, südlich davon die Aluminiumwerke, im Bildhintergrund rechts oben die Haselburg.

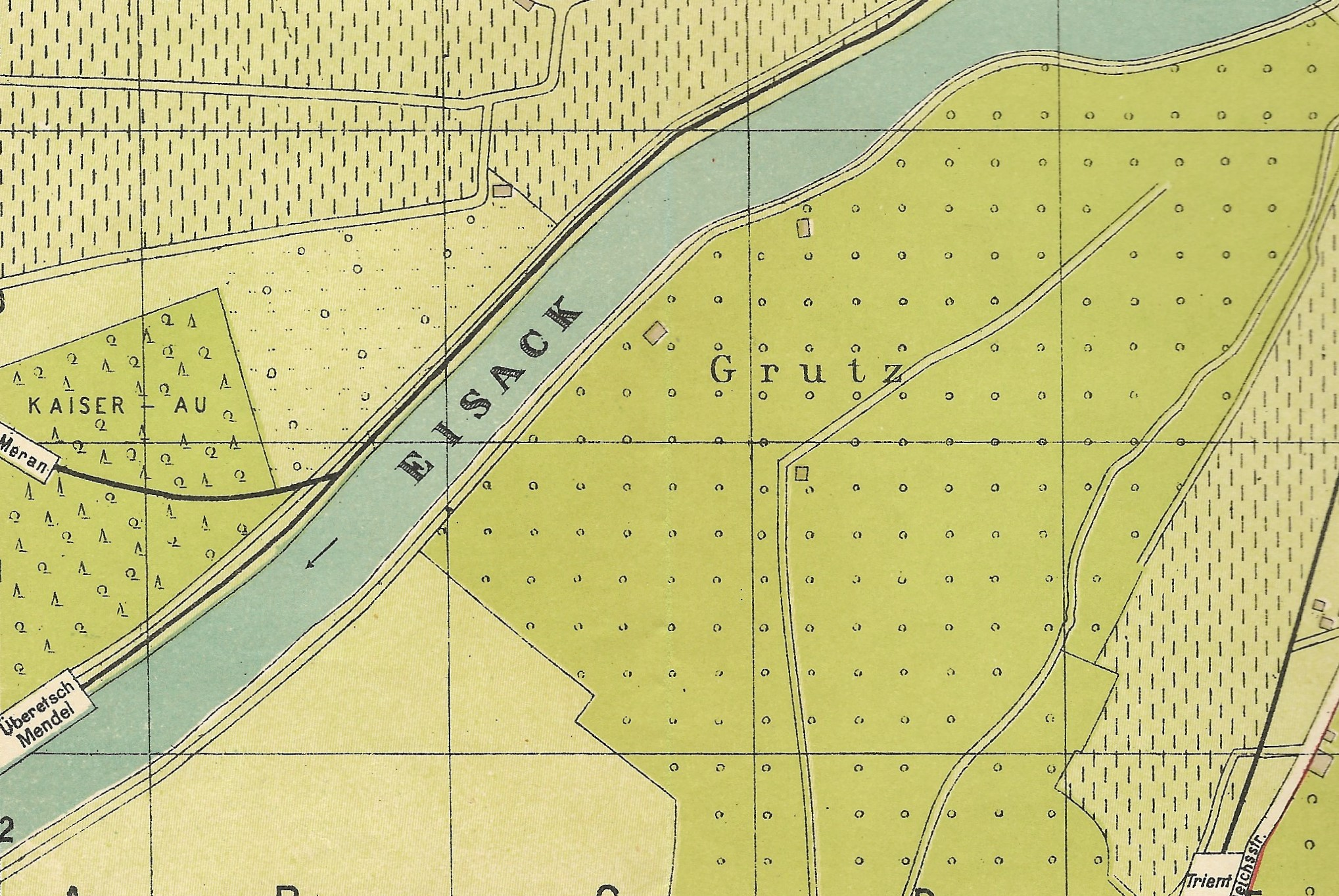
Der Grutzen, späteres Areal des Bozner Industriegebiets, auf dem Pharus-Plan für Bozen-Gries von ca. 1910

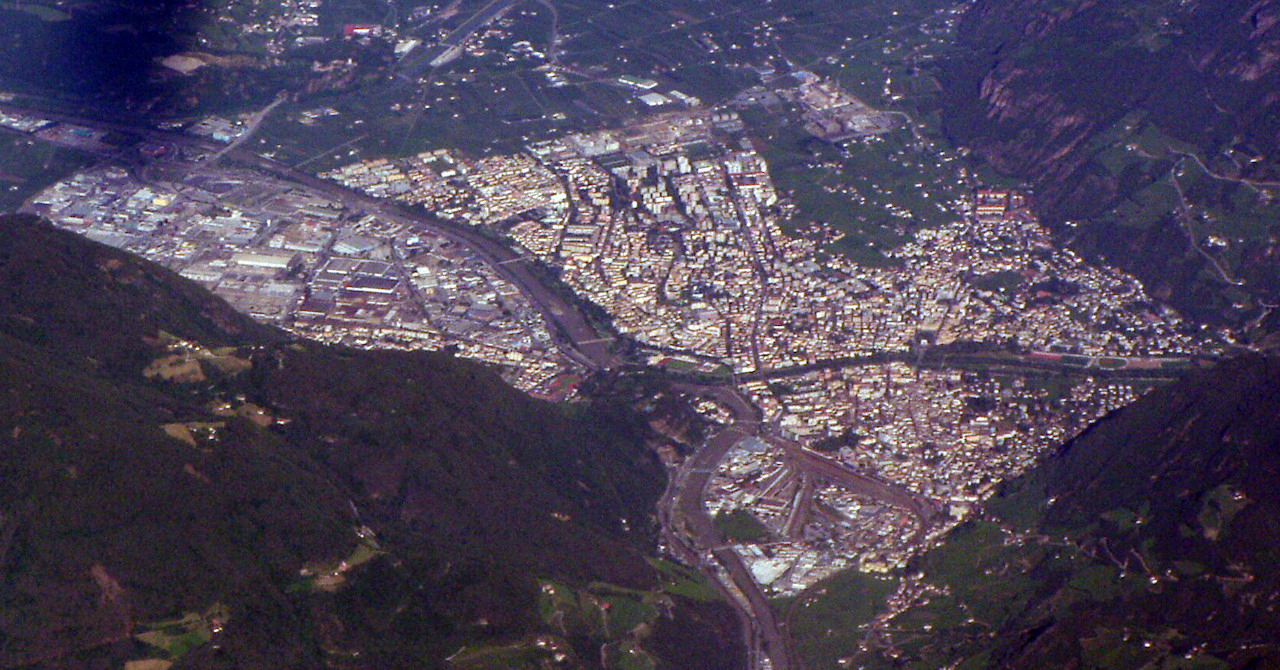
Im linken Bildfeld, durch den Eisack abgegrenzt, der räumlich klar umrissene Bozner Industriebezirk (2005)

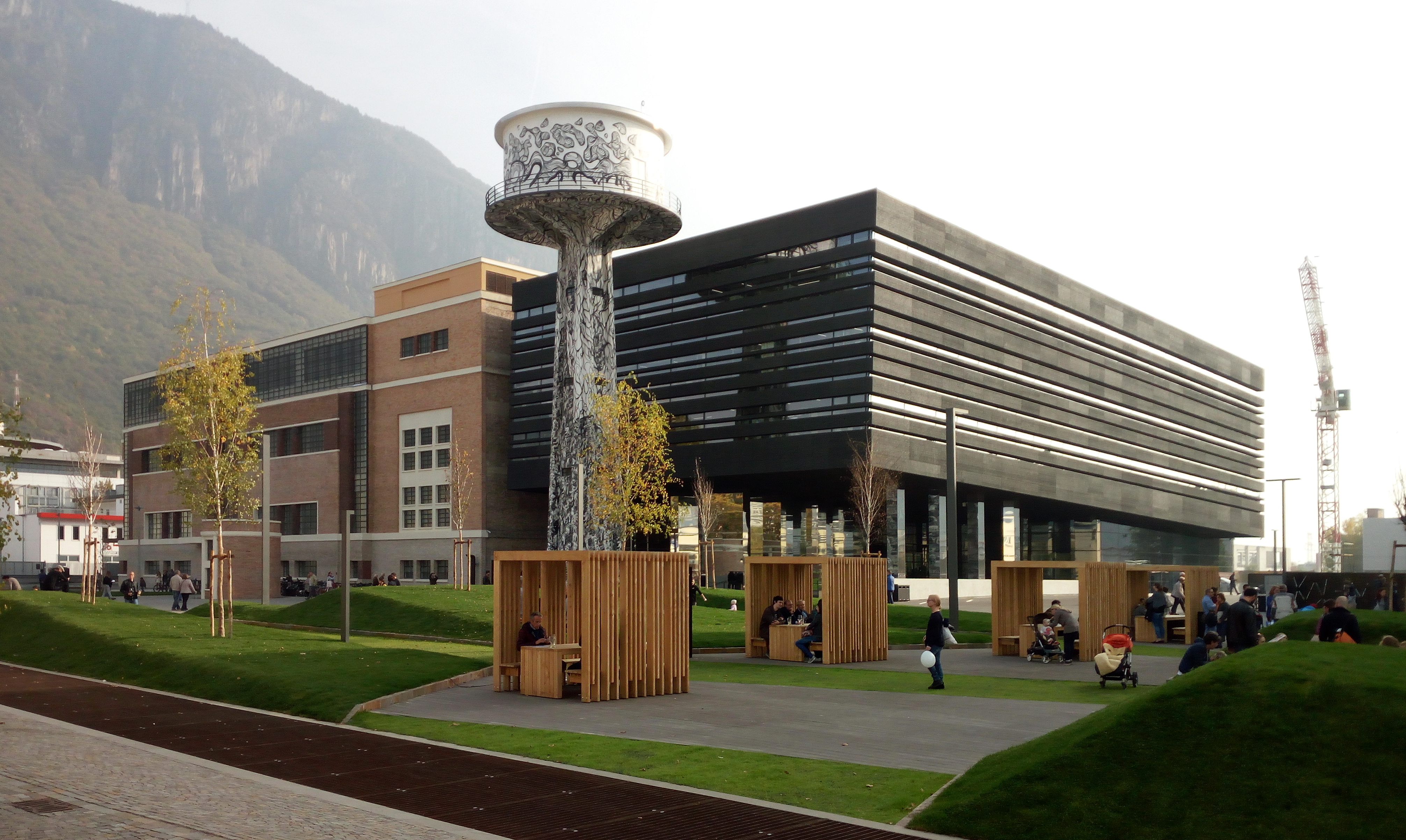
Das Hauptgebäude des NOI Techparks Südtirol (2017)

Das Industriegebiet Bozen (auch Industriezone Bozen, italienisch Zona industriale di Bolzano) ist ein im Süden der Südtiroler Landeshauptstadt Bozen gelegener Industriebezirk, der 1935/36 planmäßig im Ortsteil Grutzen (ehemals Teil der alten Landgemeinde Zwölfmalgreien) angelegt wurde und heute zum Stadtviertel Oberau-Haslach gehört. Es erstreckt sich zwischen dem Eisack im Westen und den unter den steilen Hängen des Regglbergs aufgereihten Ortsteilen Haslach, Oberau und St. Jakob-Unterau im Osten.
Der Südtiroler Raum war im 19. und frühen 20. Jahrhundert von der industriellen Entwicklung noch relativ unberührt geblieben. Erst nach der Annexion des südlich des Brenners gelegenen Tiroler Landesteils an das Königreich Italien (infolge der österreichisch-ungarischen Kriegsniederlage im Ersten Weltkrieg), insbesondere aber seitens des faschistischen Regimes ab den 1930er Jahren wurden massive Investitionen im Primärbereich auf den Weg gebracht. Diese verfolgten mit der planmäßigen Anlage der „Zona industriale di Bolzano“ ab 1935/36 ein doppeltes Ziel: Zum einen ordnete sich die Errichtung eines Bozner Industriebezirks mit dem Schwerpunkt Metallindustrie in die Autarkiebestrebungen des Faschismus ein, die zur selben Zeit ähnliche Bezirke auch in anderen Gebieten Italiens – so etwa in Marghera bei Venedig – entstehen ließen. Zum anderen förderten die Maßnahmen auch die vom Regime gewünschte Italianisierung Südtirols, das bis dahin ein weitgehend deutschsprachiges Gebiet gewesen war. Dieser Effekt wurde mit dem Zuzug Tausender Arbeitskräfte vor allem aus pauperisierten Gebieten des Veneto erreicht, für die entsprechender Wohnraum geschaffen werden musste. Das weite Gelände, auf denen die Industriebetriebe entstanden, wurde durch systematische Enteignung von bislang agrarwirtschaftlich genutzten Flächen (Obstbau und Weidewirtschaft) bereitgestellt; für die Abwicklung der Enteignungen und die Festlegung und Auszahlung der Abfindungen war ein eigenes städtisches Industrieamt, das von Emilio Emmer geleitete „Ufficio tecnico per la zona industriale“, zuständig. Eine wichtige logistische Voraussetzung für die Schaffung des Industriestandorts und die Deckung ihres hohen Energiebedarfs stellte die systematische Nutzung der Wasserkraft dar, wozu in Südtirol zahlreiche Laufwasserkraftwerke wie etwa das Wasserkraftwerk Kardaun errichtet wurden.
Die erste Phase der Industrieansiedlungen in der zweiten Hälfte der 1930er Jahre war auf stahlverarbeitende und chemische Betriebe gerichtet, die auch das Rückgrat der italienischen Rüstungsproduktion bildeten. Mit den Anreizen von Steuernachlässen und Frachtbegünstigungen wurden Großkonzerne der Lombardei wie Falck, Montecatini und Lancia nach Bozen geholt. Während der nationalsozialistischen Besetzung Südtirols im Kontext der Operationszone Alpenvorland (1943–1945) arbeiteten die Betriebe direkt der deutschen Rüstung zu, teilweise unter Ausbeutung von Insassen des NS-Lagers Bozen.
Eine zweite Phase erlebte der Distrikt in den 1950er bis 1970er Jahren, als zunächst das verspätete italienische Wirtschaftswunder die Wettbewerbsfähigkeit der Bozner Großbetriebe steigerte und erhielt. Diese Gunstphase kam mit der Ölkrise und der Deindustrialisierungsphase des letzten Viertels des 20. Jahrhunderts zu einem gewissen Ende.
Seither haben zahlreiche kleinere lokale und regionale Dienstleister und Betriebe den Wirtschaftsstandort neu belebt und Produktionszyklen des Tertiär- und Quartärsektors geschaffen. Von den alten Großbetrieben haben nur die Edelstahlwerke Bozen (Valbruna) und die Rüstungswerke Iveco überlebt.
Seit 1998 hat die Messe Bozen hier ihren Sitz. Zudem haben sich seit der Jahrtausendwende auch zahlreiche neue Betriebe wie etwa Salewa, TechnoAlpin, Fercam oder Aspiag angesiedelt. Ebenso befindet sich hier mit der Sparkasse Arena das größte Eishockeystadion Südtirols.
Seit 2017 besteht im Bozner Industriegebiet der in den Gebäuden und auf dem Gelände der ehemaligen Aluminium-Werke eingerichtete NOI Techpark Südtirol/Alto Adige, der als Wissenschafts- und Technologiepark Industrie 4.0-Ziele verfolgt. 2024 kam auf dem Areal das Gebäude der neu eingerichteten Fakultät für Ingenieurswesen der Freien Universität Bozen hinzu.
Das Industriegebiet ist ein bedeutender Verkehrsknotenpunkt für den Kraftverkehr. Die Brennerautobahn führt direkt am Industriegebiet vorbei und ist an diese mit der Ausfahrt Bozen Süd unmittelbar angebunden. Weiters treffen hier die Brennerstaatsstraße und die SS 38 bzw. MeBo aufeinander. Durch das Industriegebiet führt auch die Bahnstrecke Bozen–Meran, die von der Brennerbahnlinie abzweigt, über eine eigene Haltestelle Bozen Süd verfügt und von hier weiter Richtung Nordwesten in das Burggrafenamt führt. Der Flughafen Bozen grenzt unmittelbar südöstlich an das Gewerbegebiet an.